# Irssi
Irssi е IRC клиент, създаден от Тимо Сирайнен и публикуван при условията на GNU General Public License през януари 1999 г. Програмата е написана на езика за програмиране С и използва конзолен интерфейс.
Първоначално Irssi е проектиран да се изпълнява на Unix-базирани операционни системи, но вече поддържа Microsoft Windows, използвайки пакета от инструменти Cygwin. Irssi може също да бъде компилиран и изпълнен под Windows без употребата на Cygwin, но тогава се създава много допълнителна работа, която възниква при опит за достъп до много от полезните характеристики на програмата.
Няколко версии са достъпни за Unix-базираната Mac OS X, включващи версия с конзолен интерфейс, използваща Fink или MacPorts, версия с роден графичен интерфейс кръстена MacIrssi, друга версия с графичен интерфейс наречена IrssiX, както и по-стара версия на Cocoa клиента Colloquy (днес използващ собствено IRC ядро).
Подобно на други IRC клиенти с конзолен интерфейс, Irssi не е изграден въз основа на ircll кода, а е написан от нулата. Това освобождава разработчиците от нуждата да се занимават с ограниченията на ircll кода и им позволява да упражнят по-стриктен контрол по въпроси като сигурност и възможност за задаване на лични настройки. Многобройни модули и скриптове на Perl са достъпни за Irssi, които могат да променят начина на работа и външния вид на програмата. С помощта на плъгини може да поддържа протоколите SILC и ICB.
Irssi може да бъде конфигуриран чрез неговия потребителски интерфейс или с ръчно редактиране на неговите конфигурационни файлове, използващи синтаксис сходен с този на структурите от данни при езика за програмиране Perl.